# Brandýs nad Labem-Zápská
Brandýs nad Labem-Zápská je železniční zastávka, nacházející se ve městě Brandýs nad Labem - Stará Boleslav na neelektrizované jednokolejné trati 074 z Neratovic do Čelákovic. Byla otevřena v roce 1883.